# 栄町 (宝塚市)

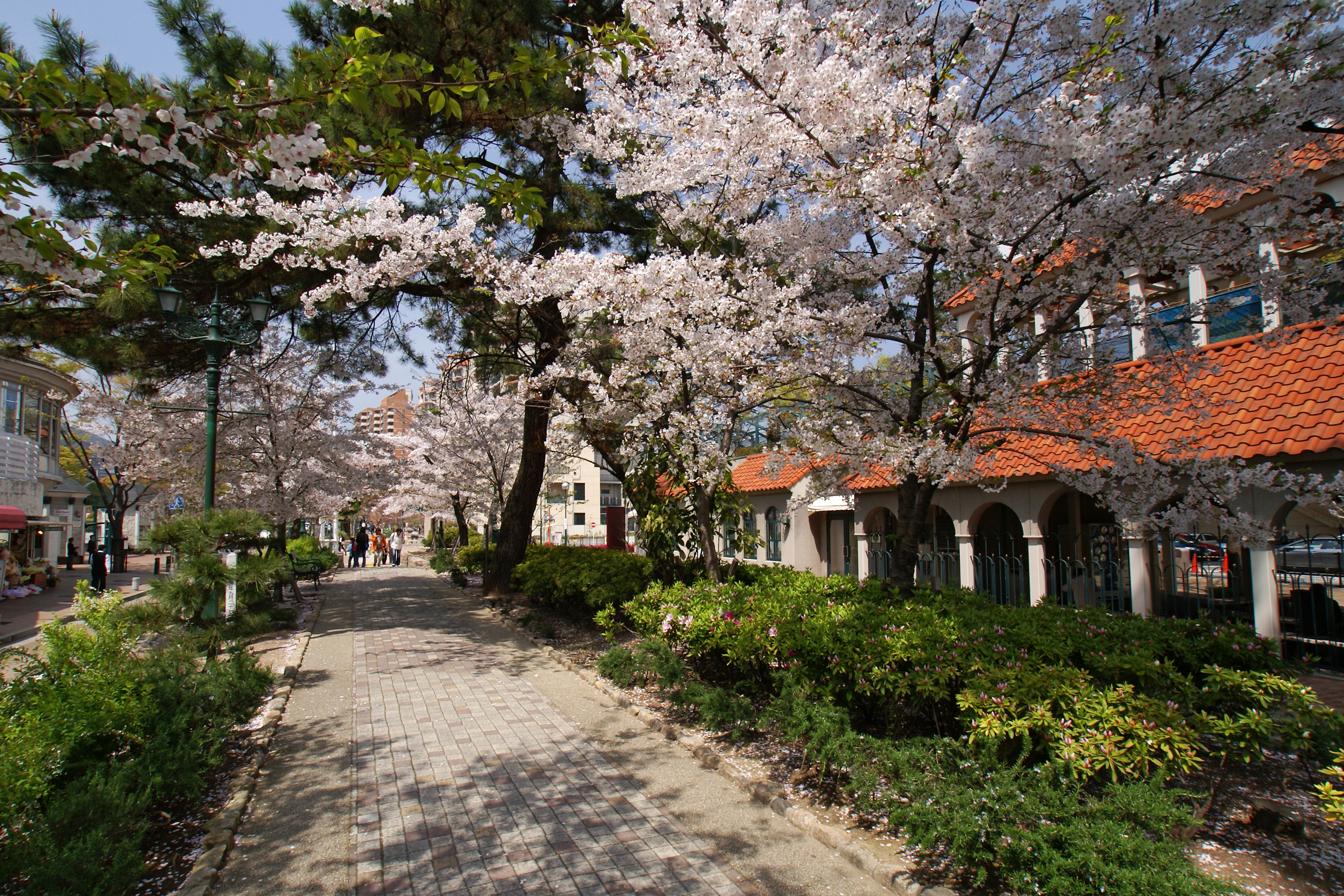
花のみち

栄町（さかえまち）は兵庫県宝塚市の地名。一丁目から三丁目までが存在する。郵便番号は、665-0845。

## 概要
栄町には宝塚大劇場や宝塚バウホール、花のみちなどの施設がある。

## 世帯数と人口
2022年（令和4年）10月1日現在の世帯数と人口は以下の通りである。
| 町丁       | 世帯数    | 人口    |
| ---------- | --------- | ------- |
| 栄町一丁目 | 349世帯   | 577人   |
| 栄町二丁目 | 292世帯   | 541人   |
| 栄町三丁目 | 1,396世帯 | 3,071人 |
| 計         | 2,037世帯 | 4,189人 |

## 小・中学校の学区
市立小・中学校に通う場合、学区は以下の通りとなる。
| 町丁       | 街区 | 小学校             | 中学校               |
| ---------- | ---- | ------------------ | -------------------- |
| 栄町一丁目 | 全域 | 宝塚市立宝塚小学校 | 宝塚市立御殿山中学校 |
| 栄町二丁目 | 全域 | 宝塚市立宝塚小学校 | 宝塚市立御殿山中学校 |
| 栄町三丁目 | 全域 | 宝塚市立宝塚小学校 | 宝塚市立御殿山中学校 |